# Yangju
Yangju (kor. 양주시) – miasto w Korei Południowej, w prowincji Gyeonggi. W 2004 liczyło 159 891 mieszkańców.